# Charles Forsyth
Charles Eric Forsyth (Manchester, 10 de gener de 1885 – Manchester, 24 de febrer de 1951) va ser un waterpolista anglès que va competir a principis del segle xx. El 1908 va guanyar la medalla d'or en la competició de waterpolo dels Jocs Olímpics de Londres.